# Adriana Lecouvreur (opera)
Adriana Lecouvreur è un'opera lirica di Francesco Cilea su libretto di Arturo Colautti.
Il soggetto è tratto dal dramma Adrienne Lecouvreur di Eugène Scribe ed Ernest Legouvé.
La prima rappresentazione ebbe luogo il 6 novembre 1902 al Teatro Lirico di Milano diretta da Cleofonte Campanini con Angelica Pandolfini, Enrico Caruso e Giuseppe De Luca.

## Genesi
Il primo progetto dell'opera risale al febbraio del 1899. Alcuni problemi nella collaborazione col librettista ritardarono però la fine della composizione fino all'autunno del 1902.
Adrienne Lecouvreur è una figura storica: l'attrice divenne la concorrente di Mademoiselle Duclos (Marie-Anne de Châteauneuf) alla Comédie-Française, riuscendo alla fine a superarla grazie ai caratteri più moderni della sua recitazione. Poco tempo dopo la sua morte precoce, avvenuta nel marzo del 1730, si diffuse la voce che la principessa di Bouillon, che come la Lecouvreur aveva una relazione con Maurizio Ermanno, conte di Sassonia, avesse avvelenato la rivale.
Cilea così spiegava perché aveva deciso di trarre un’opera da «Adrienne Lecouvreur» di Scribe e Legouvé: «Fra i tanti lavori che lessi in quel tempo, mi colpì quello di Scribe e Legouvé. La varietà dell’azione che potevano offrirmi situazioni nuove ed eleganti, la fusione della commedia e del dramma nella cornice dell’ambiente settecentesco (che conoscevo bene), il passionale amore della protagonista toccarono il mio cuore e accesero la mia fantasia».

## Caratteri dell'opera
La musica è improntata al melodismo spontaneo tipico di Cilea, legato agli elementi tradizionali della scuola napoletana con influssi di Massenet e della tradizione lirica francese (specie nella parte orchestrale e nel disegno delle psicologie), e si distingue dalla contemporanea opera verista per l'atmosfera crepuscolare e intimista che avvolge i personaggi.

## La fortuna
La prima assoluta dell'opera, nel 1902, con Angelica Pandolfini nel ruolo di Adriana ed Enrico Caruso in quello di Maurizio ebbe un successo enorme. Dopo esser stata rappresentata in Italia e all'estero, dopo il 1910 l'opera venne a poco a poco dimenticata. Dopo una serie successiva di tagli e cambiamenti, a partire dagli anni trenta Adriana Lecouvreur rientrò stabilmente in repertorio.
Al ruolo della protagonista sono legate indissolubilmente la voce e la fama di Magda Olivero, che Cilea considerava l'interprete ideale di Adriana. Altre grandi interpreti storiche sono state Giuseppina Cobelli, Lina Cavalieri, Mafalda Favero, Clara Petrella, Renata Tebaldi e, più di recente, Leyla Gencer, Montserrat Caballé, Joan Sutherland, Raina Kabaivanska, Mirella Freni,  Daniela Dessì, 
Tiziana Fabbricini,Angela Gheorghiu, Fiorenza Cedolins.

## Organico orchestrale
La partitura di Cilea prevede l'utilizzo di:
- 3 flauti (III anche ottavino), 2 oboi, corno inglese, 2 clarinetti, 2 fagotti
- 4 corni, 3 trombe, 3 tromboni, basso tuba
- timpani, grancassa, tamburo, piatti, triangolo, glockenspiel, tam-tam
- celesta, arpa
- archi.

## Trama
A Parigi, nel marzo del 1730

### Atto primo
Nel foyer della Comédie-Française.
Sta per iniziare una rappresentazione del Bajazet di Racine, e il direttore di scena Michonnet corre qua e là per accontentare tutti gli attori, che lo bistrattano (Michonnet su! Michonnet giù!). L'ansia e le aspettative sono molto alte per un buon motivo: nella stessa tragedia si esibiscono le due più celebri attrici del momento, Adriana Lecouvreur e la Duclos, protetta dal Principe di Bouillon. Il nobile protettore, accompagnato dall'Abate di Chazeuil, decide infatti di visitare il dietro le quinte, e ne approfitta per chiedere notizie della sua protetta: Michonnet gli riferisce che si trova nel suo camerino intenta a scrivere un biglietto. Il Principe, che sospetta di lei, chiede all'abate di farsi consegnare il biglietto ad ogni costo. 

Michonnet, rimasto solo con Adriana, della quale è innamorato, le dice, con l'intenzione di dichiararsi, che ha deciso di sposarsi avendo ricevuto una piccola eredità. Adriana però, che non immagina nulla, confida all'amico che anche lei è innamorata, e che l'amato è un alfiere del conte di Sassonia che quella sera sarà in teatro ad ascoltarla recitare. 
Michonnet esce mortificato, ed entra l'uomo che Adriana attendeva: è Maurizio, in realtà il Conte di Sassonia in persona (non un semplice alfiere come l'attrice aveva inteso: egli, per motivi politici, vuole tenere celata la sua identità). Adriana si offre di parlarne al conte di Sassonia allo scopo di ottenere per l'amato una promozione e un sicuro protettore; Maurizio si congeda dandole appuntamento a dopo lo spettacolo, ricevendo come pegno dall'attrice un mazzetto di violette (La dolcissima effigie).

L'Abate riesce a corrompere la cameriera della Duclos, e legge il contenuto al geloso Principe: si tratta di un appuntamento per un "affare d'alta politica", nel villino che il nobile aveva regalato alla sua protetta. L'Abate, leggendo il destinatario, capisce che il biglietto è indirizzato al Conte di Sassonia. I due fanno recapitare comunque il biglietto, e decidono di organizzare un festino nello stesso villino, allo scopo di cogliere in flagrante i due amanti (Un gaio festino): il loro piano viene spiato dagli attori della Comédie, che si burlano dei due. Tutti quanti sanno che la Duclos ha solo fatto da tramite per la sua intima amica, la moglie del protettore: è infatti la Principessa di Bouillon, non l'attrice, ad aspettare il Conte al villino.

Mentre Michonnet ascolta commosso Adriana in scena (Ecco il monologo), Maurizio, che ha ricevuto il biglietto, si rammarica di non poter incontrare l'amata Adriana alla fine dello spettacolo, e non trova altro mezzo migliore per avvisarla della sua assenza che scriverglielo sulla lettera che deve leggere in scena durante lo spettacolo, e parte. Durante l'intervallo, il Principe invita tutta la compagnia degli attori al villino della Duclos, consegnando le sue chiavi alla stessa Adriana: all'apprendere che vi è invitato anche il Conte di Sassonia, l'attrice accetta, sperando di poter parlare al protettore del suo amato.

### Atto secondo
Il nido della Grange-Batelière, una villetta della Duclos.
Nel nido della Duclos, la Principessa di Bouillon aspetta trepidante Maurizio (Acerba voluttà), che si presenta in ritardo. Le violette ricevute in dono da Adriana, che il Conte porta al petto, la fanno ingelosire, ma Maurizio, per non uscir dalle grazie della sua protettrice, finge che siano un omaggio per lei. Rasserenata, la Principessa passa subito ai fatti: nemici potenti contrastano l'ascesa del conte al trono di Polonia e vogliono l'arresto del pretendente. Maurizio, sentendo ciò, preferirebbe partire, ma la principessa lo trattiene, avida di lui. La gelosia riaffiora: la Principessa teme una rivale, e cerca di strappare a Maurizio il nome della sua nuova amante, il quale tenta di replicare invano (L'anima ho stanca), ma l'arrivo improvviso del Principe, dell'Abate e degli attori interrompe la discussione: la donna, temendo l'ira del marito, si nasconde in uno stanzino.

Maurizio dapprima teme che il Principe abbia intuito l'identità della dama nascosta, e si prepara a un duello: ma il nobile, convinto della presenza della Duclos, dice al conte Maurizio che gliela cederebbe volentieri, ormai stanco di lei. Mentre l'Abate prepara il salone per la cena, giunge Adriana, alla quale viene presentato l'amato come Conte di Sassonia. L'attrice rimane di sasso, ma i due si rappacificano (Ma dunque è vero?).

Il loro colloquio viene interrotto da Michonnet che chiede all'Abate di potersi assentare dal villino: deve discutere di una nuova parte con la Duclos. Ma il malizioso Abate lascia intendere che l'attrice si trovi anche lei nel villino, nascosta dal Conte dello stanzino: Maurizio, furibondo, cerca di calmare le smanie gelose di Adriana, svelandole la verità. Per amor suo, la donna decide di aiutare "quella persona" a uscire dalla villa non riconosciuta, mentre il Conte provvederà alla sua fuga. Adriana chiede quindi al fido Michonnet di non far entrare nessuno nella stanza.

Nella stanza completamente al buio, Adriana bussa alla porta dello stanzino, che si apre solo dopo aver evocato il "nome di Maurizio" (Sia! Non risponde): alla misteriosa donna, titubante e insicura, l'attrice consegna le chiavi ricevute dallo stesso Principe. La Principessa, riconoscente, cerca di scoprire l'identità della sua salvatrice, ma Adriana, divisa tra l'amore per Maurizio e la gelosia, cerca di schermirsi. Il suo silenzio accende la Principessa prima di sdegno nobiliare e poi di gelosia: Maurizio non avrebbe affidato l'incarico di salvarla se non a lui particolarmente cara, e teme in Adriana una sua rivale. Le due donne rivendicano i propri diritti sul Conte, ma l'improvviso arrivare di qualcuno fa partire la Principessa, che, fuggendo, perde un braccialetto che viene raccolto e consegnato infine ad Adriana.

### Atto terzo
Il palazzo Bouillon.
A palazzo Bouillon, prima di un gala, in cui sarà presente Adriana, la Principessa cerca di conoscere con l'Abate l'identità della sua ignota salvatrice. Durante i preparativi per la festa, il Principe ordina di custodire con cura un referto appena ricevuto dal Ministero di Giustizia: la "polvere di successione", un veleno così potente che il solo respirarlo provoca la morte. L'Abate inorridisce, mentre la Principessa ascolta interessata. 

Non appena entra la Lecouvreur, la Principessa crede di riconoscerne la voce e, con astuzia, racconta a mezzo tono che Maurizio è stato ferito gravemente in duello. Adriana trascolora, ma si rallegra quando vede Maurizio sano e salvo in sala, al quale viene chiesto di raccontare una delle sue imprese militari (Il russo Mencikoff). La Principessa ormai è quasi del tutto certa, e la stessa Adriana, vedendo il Conte in colloquio con la nobildonna, inizia a sospettare qualcosa. 

Mentre viene eseguito un balletto di stile classico (Il giudizio di Paride), tutti si domandano di chi fosse il braccialetto rinvenuto nel nido della Duclos. Adriana e la principessa alimentano i pettegolezzi con le loro insinuazioni (È quella dama di certo) fino a quando Adriana non mostra il braccialetto della Principessa, che viene riconosciuto dal Principe. Non vi sono più dubbi circa l'identità delle due dame. La Principessa, per scherno, chiede che la rivale reciti qualcosa per l'uditorio. L'attrice risponde alla sfida, declamando il "monologo del richiamo" dalla Fedra di Racine e, sulle ultime parole (come fanno le audacissime impure cui gioia è tradir) indica la Principessa, che giura di vendicarsi mentre il pubblico applaude.

### Atto quarto
La casa di Adriana.
Adriana da molto tempo ormai non recita più, delusa dall'amore, consolata dal solo Michonnet. Il buonumore sembra tornarle in seguito a una visita dei suoi colleghi della Comédie, che le raccontano della Duclos che ha definitivamente abbandonato il Principe, e la supplicano di tornare in scena. L'attrice acconsente, ma si turba nel ricevere un cofanetto, apparentemente inviatole da Maurizio. Aprendolo, rimane colta da un breve malore, e dentro, con dolore, vi trova il mazzo di violette che aveva donato a Maurizio. Turbata da quel gesto così scortese, dopo aver baciato e annusato ancora quei fiori, li getta nel fuoco (Poveri fiori), convinta della fine della sua storia d'amore. Ma il fido Michonnet le afferma che quella consegna può esserle stata fatta solo da una donna gelosa, visto che egli stesso aveva avvisato Maurizio, che si presenta in quello stesso istante. 

Adriana, ancora offesa, ma lieta di rivedere l'amato, riceve da Maurizio una proposta di matrimonio (No, la mia fronte). Ma la gioia dei due amanti ricongiunti è breve: Adriana inizia ad accusare un malore, e subito dopo inizia a delirare, convinta di essere a teatro, durante un suo spettacolo. Il Conte, turbato, intuisce con Michonnet l'orrenda verità: i fiori contenuti nel cofanetto, prontamente avvelenati, erano stati inviati dalla Principessa di Bouillon. Per il veleno non c'è rimedio, e i due assistono impotenti alla morte di Adriana (Ecco la luce).

## Brani celebri
- Io son l'umile ancella, romanza di Adriana (Atto I)
- La dolcissima effigie, romanza di Maurizio (Atto I)
- Ecco il monologo, romanza di Michonnet (Atto I)
- Acerba voluttà, aria della Principessa (Atto II)
- L'anima ho stanca, romanza di Maurizio (Atto II)
- Sia! Non risponde, duetto tra Adriana e la Principessa (Atto II)
- Il russo Mencikoff, romanza di Maurizio (Atto III)
- Giusto Cielo! che feci in tal giorno?, monologo di Adriana (Atto III)
- Preludio (Atto IV)
- Poveri fiori, romanza di Adriana (Atto IV)

## Selezione discografica
| Anno | Cast (Adriana, Maurizio, Principessa, Michonnet)                         | Direttore            | Etichetta     |
| ---- | ------------------------------------------------------------------------ | -------------------- | ------------- |
| 1949 | Mafalda Favero, Nicola Filacuridi, Elena Nicolai, Luigi Borgonovo        | Federico Del Cupolo  | VAI           |
| 1951 | Carla Gavazzi, Giacinto Prandelli, Mitì Truccato Pace, Saturno Meletti   | Alfredo Simonetto    | Fonit Cetra   |
| 1959 | Magda Olivero, Franco Corelli, Giulietta Simionato, Ettore Bastianini    | Mario Rossi          | Opera D'Oro   |
| 1961 | Renata Tebaldi, Mario Del Monaco, Giulietta Simionato, Giulio Fioravanti | Franco Capuana       | Decca Records |
| 1975 | Montserrat Caballé, Plácido Domingo, Janet Coster, Orazio Mori           | Gianfranco Masini    | Opera D'Oro   |
| 1977 | Renata Scotto, Plácido Domingo, Elena Obraztsova, Sherrill Milnes        | James Levine         | Sony          |
| 1977 | Renata Scotto, Giacomo Aragall, Elena Obraztsova, Giuseppe Taddei        | Gianandrea Gavazzeni | Myto Records  |
| 1988 | Joan Sutherland, Carlo Bergonzi, Cleopatra Ciurca, Leo Nucci             | Richard Bonynge      | Decca         |

## DVD & BLU-RAY(Parziale)
| Anno | Cast (Adriana, Maurizio, Principessa, Michonnet)                       | Direttore              | Etichetta |
| ---- | ---------------------------------------------------------------------- | ---------------------- | --------- |
| 1976 | Montserrat Caballé, José Carreras, Fiorenza Cossotto, Attilio D'Orazi  | Gianfranco Masini      | VAI       |
| 1989 | Mirella Freni, Peter Dvorský, Fiorenza Cossotto, Alessandro Cassis     | Gianandrea Gavazzeni   | Opus Arte |
|      | Joan Sutherland, Anston Austin, Heather Begg, John Shaw                | Richard Bonynge        | Opus Arte |
| 2000 | Daniela Dessì, Sergej Larin, Olga Borodina, Carlo Guelfi               | Roberto Rizzi Brignoli | TDK       |
| 2010 | Micaela Carosi, Marcelo Álvarez, Marianne Cornetti, Alfonso Antoniozzi | Renato Palumbo         | Dynamic   |
| 2012 | Angela Gheorghiu, Jonas Kaufmann, Olga Borodina, Alessandro Corbelli   | Mark Elder             | Decca     |